# Регистрация отдельных единиц
Регистрация отдельных единиц, регистрация отдельных нейронов — техника измерения электрофизиологической реакции отдельного нейрона с использованием микроэлектрода. Микроэлектрод закрепляется в микропозиционере, который располагается на голове испытуемого животного. Чаще всего микроэлектроды вживляются и закрепляются, что делает невозможным их дальнейшее перемещение. Также используется техника перемещаемых электродов. Тогда электроды закрепляются на микродвигателе, который позволяет позиционировать электроды вертикально и горизонтально. В рамках данной техники сложностью является обеспечение измерения микроэлектродами активности только одного нейрона. Поскольку результаты регистрации нескольких единиц (клеток) сложнее интерпретировать поскольку группы клеток могут быть физиологически гетерогенными.
1. ↑  http://www.acnp.org/g4/GN401000005/CH005.html Архивировано 23 февраля 2013 года. American College of Neuropsychopharmacology: Electrophysiology